# Ведрич
Ведрич (блр. Ведрыч; рус. Ведрич) је река у Белорусији која протиче кроз централни део Гомељског рејона. Десна је притока реке Дњепар.
Ведрич извире на 2 km југозападно од села Вјунишчи у Калинкавичком рејону Гомељске области, а улива се у Дњепар узводно од града Речице (код села Азершчина).
Укупна дужина водотока од извора до ушћа је 68 km, површина сливног подручја је око 1.330 km², а просечан проток при ушћу је око 4,5 m³/s. Обале су доста ниске и замочварене. Ширина речног корита креће се до 800 метара, а ширина саме реке је у просеку између 6 до 8 метара. Није пловна ни у једном делу свога тока.
Дуж њених обала не налазе се већа и важнија градска насеља. Обимним мелиорационим радовима обала Ведрича је култивирана.